# هور الحمار
هـور الحمـّار (بالإنجليزية: Hammar Marshes) هو من أكبر المسطحات المائية في الشرق الاوسط وأكبر أهوار العراق مساحةً يقع هذا الهور جنوب نهر الفرات في العراق، ويمتد من مدينة سوق الشيوخ (محافظة ذي قار) في الغرب إلى ضواحي البصرة عند شط العرب غرباً. يبلغ طوله 90 كم وعرضه بين 25-30 كم، وكانت مساحته السطحية القصوى حوالي 3000 كم2 في موسم الفيضان وتنخفض إلى حوالي 600 كم2 خلال موسم الجفاف وتشكل بحيرة دائمة وهذا الهور ذو المساحة الشاسعة تم تجفيفه بنسبة 94 % خلال الخمسة عشر سنة الأخيرة وتم خلال هذه الفترة إنشاء قناة البصرة لتوفير المياه والتي تجري عند الحافة الجنوبية للهور ويأخذ هور الحمّار مياهه بصورة رئيسية من نهر الفرات من مؤخرة مدينة الناصرية وعبر أنهار غليوين والسقحة وفرعيها عكيكة وبني حسن وأنهار مؤخر سوق الشيوخ وهي الحفار وأم نخلة وكرمة بني سعيد وعبر نواظم أُنشأت عليها تصـرفـها بيـن 50-500 م3/ثا ويستوعب الحمّار فيضانات نهر دجلة التي ترد إلى الأهوار الوسطى عن طريق تصريفها بواسطة فتحات الأنابيب والجسور المُقامة على طريق المدينة جبايش.
يتكوّن هور الحمّار من جزئين هما: الحمّار الغربي والحمّار الشرقي.

## المجموعات العرقية
المجموعة العرقية الرئيسية في المنطقة هي عرب الأهوار.

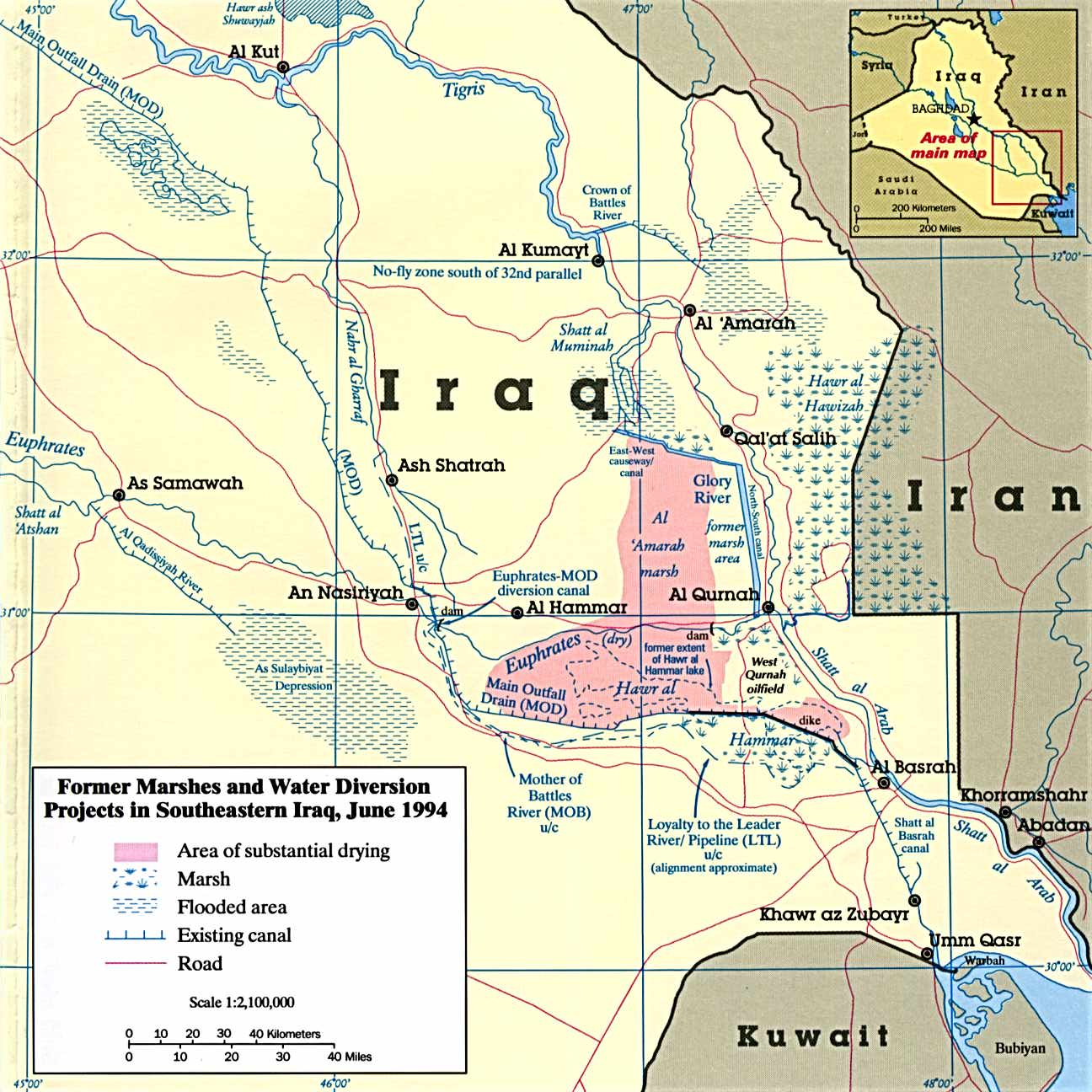
خريطة عام 1994 لأهوار بلاد ما بين النهرين مع ميزات التصريف.

## تاريخ
بدأت مشاريع تصريف ضخمة في التسعينات. بُنيت قنوات وسدود قسمت الأراضي الرطبة المتصلة سابقًا إلى قسمين، هما هور الحمار الغربي وهور الحمار الشرقي. حاجز إضافي بين الجزئين هو حقل الرميلة النفطي. لم يتبقَ سوى أقل من 15% من هور الحمّار بحلول عام 2000. بعد غزو الولايات المتحدة للعراق في عام 2003، قام العرب الأهالي العائدون إلى الأهوار بكسر السدود وأعمال الصرف، مما أدى إلى بدء إعادة غمر الأراضي الرطبة بالمياه. بحلول العام التالي، كانت النباتات قد نمت بشكل كبير في الجزء الغربي من هور الحمار، وعادت الأنواع البرية. كان تعافي موطن الأهوارأكبر مما كان متوقعًا، على الرغم من أن هناك مخاطر طويلة الأمد على صلاحية الموطن بسبب التلوث واستخراج المياه من نهر الفرات. مستوى ملوحة الأراضي الرطبة التي تم إعادة غمرها أعلى من الأراضي الرطبة العذبة النموذجية.

## الحياة البرية

### النباتات
الأنواع النباتية الرئيسية في هور الحمار هي نبات القرنفل ونبات الماء ذو الأوراق الدائرية والقيصوب الجنوبي ونبات الجولان ونبات الساجو والبوط الدمياطي ونبات البركة اللامع.

### الحيوانات البرية
كشفت تعداد الطيور بين عام 2003 وعام 2005 أن الأنواع الأكثر شيوعًا في هور حمار هي البلشون الأبيض الصغير والنورس ذو الرأس الأسود والنورس ذو المنقار النحيف والنورس الشائع والخرشنة الصغيرة. تشمل الطيور البارزة الباز الغربي والبلشون الأرجواني والبلشون الرمادي والغطاس الكبير والبجع الغربي والطائر ذي الأجنحة السوداء والغطاس الصغير والصقر ذي الرأس الأبيض.
كشفت المسوحات التي استهدفت الثدييات بين عام 2009 وعام 2012 عن وجود القط الأدغالي وثعلب الماء الأوروبي والذئب الرمادي والثعلب الأحمر وابن آوى الذهبي والضبع المخطط وابن عرس العسل والنمس الآسيوي الصغير والخنزير البري والقنفذ ذو الأذنين الطويلتين وخفاش كوهل والأرنب الكيب واليربوع الفراتي والفأر البني والخفاش الآسيوي المنزلي والخفاش الإتروسكي والفأر المنزلي.